# Allegra Acosta
Allegra Acosta (El Paso, 12 de dezembro de 2002) é uma atriz e cantora norte-americana mais conhecida por interpretar o papel de Molly Hernandez na série de televisão original do Hulu, Marvel's Runaways.

## Carreira
Allegra Acosta começou a cantar e a dançar desde criança. Ela e sua família se mudaram para Los Angeles para que ela pudesse seguir uma carreira séria. Ela foi escalada como Molly Hernandez, que é baseada na personagem da Marvel Comics, Molly Hayes, em Marvel's Runaways, que é lançada no Hulu como parte de sua programação original.

## Filmografia

### Filmes
| Ano  | Título         | Papel   | Notas          |
| ---- | -------------- | ------- | -------------- |
| 2015 | Los            | Abigail | Curta-metragem |
| 2016 | American Girl  | Julie   | Curta-metragem |
| 2016 | Once Halloween | Blanca  | Curta-metragem |

### Televisão
| Ano       | Título                              | Papel           | Notas                       |
| --------- | ----------------------------------- | --------------- | --------------------------- |
| 2015-2016 | 100 Things to Do Before High School | Aubrey Garcia   | 3 episódios                 |
| 2016      | Just Add Magic                      | Carmela         | Episódio: "Just Add Brains" |
| 2017–2019 | Marvel's Runaways                   | Molly Hernandez | Elenco principal            |